# 21465 Мікелепатт
21465 Мікелепатт (21465 Michelepatt) — астероїд головного поясу, відкритий 21 квітня 1998 року.
Тіссеранів параметр щодо Юпітера — 3,601.